# Дюнский клад

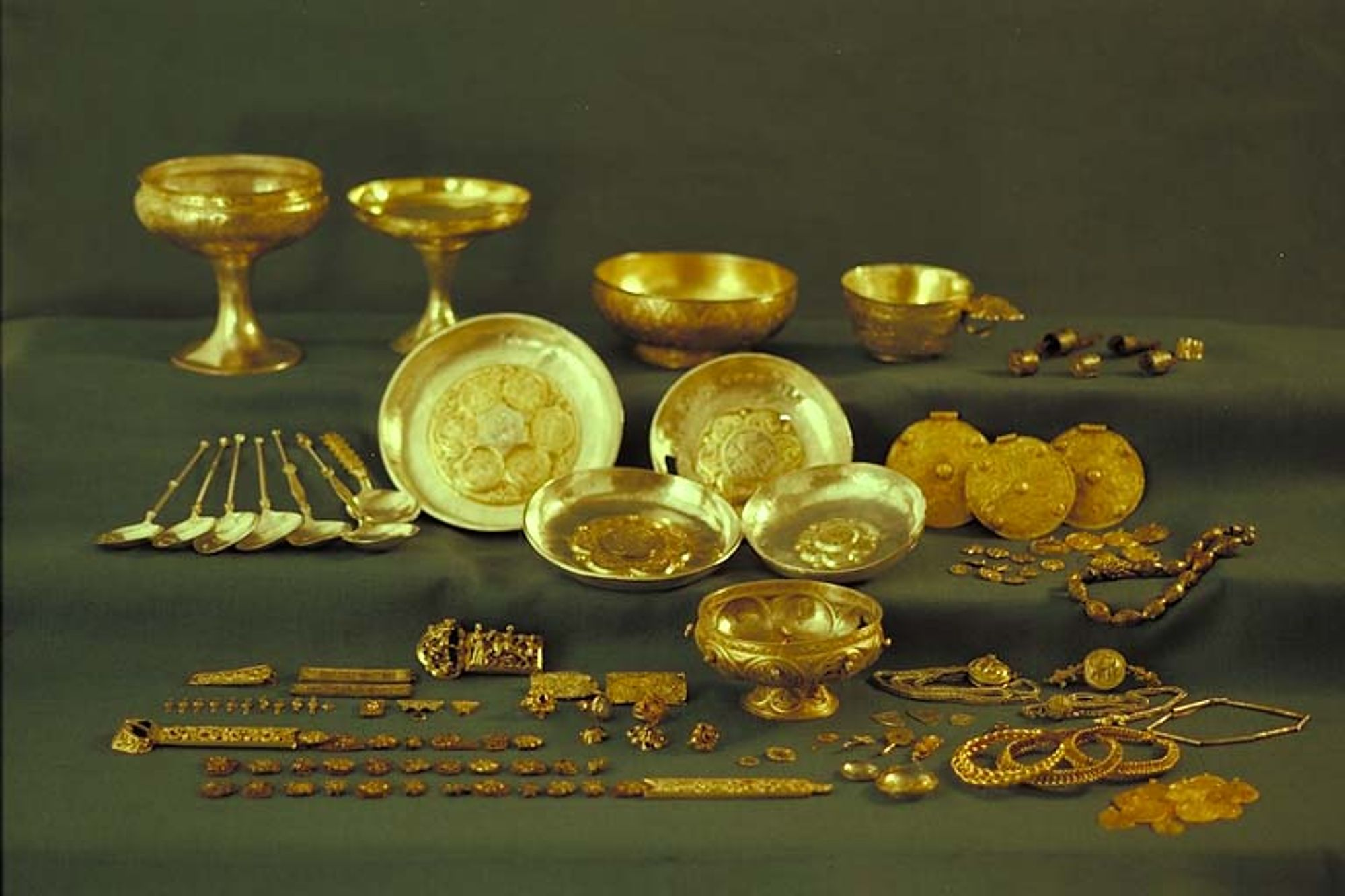
Дюнский клад

Дюнский клад — сокровище Средневековья, найденное во время раскопок траншеи в 1881 году на ферме Дюна в волости Далхем на острове Готланд.
Клад, который был раскопан где-то в 1360-х или 1370-х годах, состоит из 122 серебряных и золотых предметов, в основном чаш, ложек, ожерелий, подвесок, перстней на руку, перстней на палец, кресала, фурнитуры для ремней, пряжек, рычагов, блесток и ножей с украшенными рукоятками. Он хранился под небольшой раковиной в остатках деревянного ящика, а на деревянный ящик для защиты сокровищ была положена сломанная коса.
Самые старые предметы датируются XI веком, а самые новые — серединой XIV века. Они происходят с острова Готланд, а также из Византийской империи, Германии, Франции, Англии и Норвегии. Несколько украшений сделаны из испанских, андалузских, марокканских, немецких и русских имитаций арабских монет. Среди владельческих надписей большинство, вероятно, готландские, но имя Залогнева, найденное на одном предмете, вероятно, принадлежало русскому купцу.
В Дюне известны средневековые каменные дома, но ферма, вероятно, была одной из самых важных на Готланде. В 1252 году упоминается, что купец Бартоломеус Дюне, который, вероятно, был родом отсюда, продавал вино английскому двору. В 1412 году ферма принадлежала Ботульфу Дюне, который был судьёй на тинге Лина.